# Belichkovo
Belichkovo es un asentamiento en el raión de Zhúkov, región de Kaluga, Rusia. Es parte de la alcaldía rural Villa Berjovye.

## Historia
Formaba parte del patrimonio Ogubskaya de la princesa Liubov Petrovna Golitsyna (Apraksina). Pertenecía al distrito de Maloyaroslavets de la provincia de Kaluga.
En 1888, el príncipe Nikolái Serguéyevich Golitsyn construyó y se hizo cargo del mantenimiento de una escuela parroquial de tres años en el pueblo de Belichkovo.  El futuro mariscal de la Unión Soviética, Gueorgui Zhúkov, estudió allí del primer al tercer grado en una clase de unos 30 niños por grado y se graduó en 1906.. En ésa época el párroco era Nicolás Remizov y su hijo Serguei Nikolaievich Remizov era profesor.